# Friedrich Wilhelm Mertz
Friedrich Wilhelm Mertz (Hanau, hesseni nagyhercegség, 1777. december 28.-1857. december 6.) osztrák császári-királyi altábornagy, a komáromi erőd parancsnoka 1845 és 1848 között.

## Élete
Mertz 1796-ban lépett be a császári-királyi hadseregbe, ahol előbb egy önkéntes zászlóaljban, majd a 11. könnyű zászlóaljban szolgált. Az 1799. évi hadjáratban megsebesült. 1803-ban léptették elő hadnaggyá, az 1805-ös hadjáratban a vezérkarhoz került. December 2-án, az austerlitzi hadjáratban könnyebben megsebesült. 1807 és 1808 között térképészeti munkákban vett részt. 1809-ben Carneville tábornok segédtisztje lett és még ebben az évben lett főhadnagy, al-, majd főszázados. 1813. augusztus 27-én kitüntették a drezdai csata után. 1814-ben a lyoni csata után őrnaggyá léptették elő. 1815-ben a kremsieri tisztiiskolában tanított. 1821-ben lett alezredes, 1828-ban ezredes és a 42. gyalogezred parancsnoka. 1832-ben nemességet kapott. 1833-ban vezérőrnaggyá léptették elő, ezt követően évekig Itáliában szolgált. 1842-ben léptették elő altábornaggyá, 1844-ben a 12. gyalogezred másod-ezredtulajdonosa lett, Habsburg–Tescheni Vilmos főherceg első-ezredtulajdonos mellett.

### Szabadságharc
Bakonyi Imre várparancsnok (1825-1845) halála után, 1845-ben nevezték ki a komáromi erőd parancsnokának. Április 19-én foglalta el új beosztását, ám folyamatosak voltak az összeütközései a megyével; Mertz ugyanis az 1844. évi törvény ellenére sem volt hajlandó magyarul levelezni a magyar hatóságokkal. 1848-ban kénytelen volt beengedni az erődbe a magyar nemzetőrséget. Szeptember folyamán megpróbálta bejuttatni saját ezredének egy zászlóalját az erődbe. Miután terve meghiúsult, már csak arra várt, mikor hagyhatja el Komáromot. Szeptember végén átadta a parancsnokságot Majthényi Istvánnak és Bécsbe ment.
1849-ben a vár átadásáért Bécsben perbe fogták. Először felmentették, azonban 1850-ben újabb eljárást indítottak ellene, amelynek eredménye az lett, hogy 1851-ben megfosztották rangjától, nyugdíjától és kitüntetéseitől. 1857-ben halt meg.
Kitüntetései
- francia királyi Katonai Érdemrend lovagkeresztje
- hesseni választófejedelmi Katonai Érdemrend lovagkeresztje
- osztrák Hadseregkereszt (Ágyúkereszt)